# La carta (canción de 1967)
«La carta» es una canción perteneciente al primer disco sencillo de 45 rpm de la banda Los York's.

## Historia
La canción fue escrita por Guillermo Llerena, un locutor de radio famoso en la época, el cual era amigo de Los York's y a la vez tecladista en algunas presentaciones, y compuesta por Wayne Carson lo cual permitió su facilidad para la grabación del disco.
La canción fue publicada por primera vez en un 45 rpm el año de 1967, donde ocupó el lado B. Después fue publicado en el álbum de Los York's 67 el mismo año.
Era una de las canciones que destacaban de su repertorio.

## Créditos
Personas que partisiparon en la grabación del sencillo:
- Voz: Pablo Luna
- Primera guitarra: Román Palacios
- Segunda guitarra: Walter Paz
- Bajo: Jesús Vílchez
- Batería: Roberto Aguilar